# Lerrouxisme

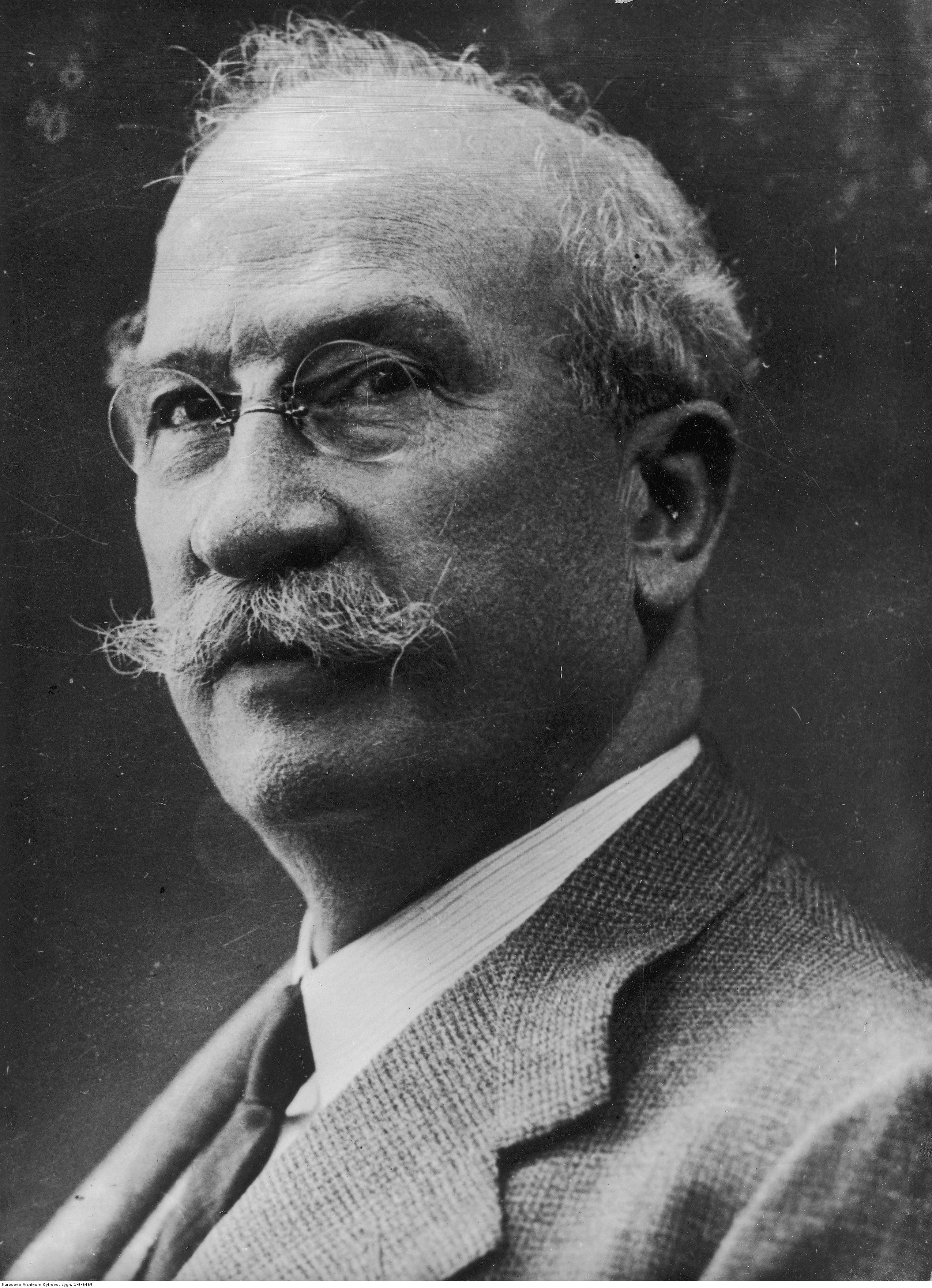
Alejandro Lerroux, instigateur de ce mouvement.

Le Lerrouxisme (en espagnol : Lerrouxismo) est un mouvement politique apparu autour d'Alejandro Lerroux, figure des Républicains espagnols et plusieurs fois président du gouvernement pendant la Seconde République. Il est caractérisé par ses positions ouvriéristes, anticléricales et anticatalanistes.

## Histoire
Après qu'Alejandro Lerroux devient député lors des élections de 1901, le « lerrouxisme » s'articule l'année suivante comme une force politique et sociale à Barcelone. S'appuyant sur un discours ouvriériste, anticlérical et anticatalaniste, Lerroux parvient à politiser les masses ouvrières et attirer une grande partie des secteurs immigrants. Une grande partie de ses adeptes le rejoignent dans un premier temps au sein de l'Union républicaine puis du Parti républicain radical, que Lerroux a fondé en 1908.

## Description et ligne politique
Rattaché au républicanisme espagnol du début du XXe siècle, certains historiens ont défini ce mouvement comme étant de caractère populiste, démocratique, anticlérical et anticatalaniste, et ayant su capitaliser sur le sentiment de mal-être que le catalanisme avait créé dans certains secteurs de la société. Jesús Pabón l'a décrit ainsi :

« Le mouvement que Lerroux dirige est espagnol, ibérique, carpetovetónico. Quatre caractéristiques le distinguent : l'anarchie incohérente de ses idées et buts ; la violence du langage et de l'action ; l'aspiration à une révolution permanente ; l'ambition d'une révolution sans limites. »

Cependant, à partir de 1910, il commence à modérer son discours. Pendant la Seconde République, ses détracteurs associent péjorativement le terme « lerrouxisme » au conservatisme, à la contre-révolution et à la corruption.
Lerroux a maintenu une posture diamétralement opposée au catalanisme, ce qui lui a valu d'être qualifié de populiste et espagnoliste par les files catalanistes. Les nationalistes catalans ont employé — et continuent de l'employer — le terme « lerrouxiste » de façon péjorative, en particulier à destination des immigrants « non intégrés ».

## Liens intellectuels avec le nationalisme européen émergent
Au début du XXe siècle, il y avait en Europe une confluence de diverses idéologies (nationalisme ethnique, darwinisme social, racisme, etc.) qui donneraient forme à un nouveau nationalisme radical avec hyper-direction. Par exemple, dans ce substrat idéologique antérieur se trouvent les principales caractéristiques de la future idéologie nationale-socialiste, même si elle n’apparaîtra comme telle que dans les années 1920. Ce substrat est également arrivé en Espagne grâce à plusieurs intellectuels, comme Maeztu, avec qui Lerroux était d'accord à la rédaction d'El País.

### Cabilisme
L'une des caractéristiques du nationalisme européen émergent est l'identification du leader avec l'idéologie et le parti, ainsi qu'avec le cabdillismo, ce que l'on retrouve dans la figure de Lerroux, et pour lequel, entre autres surnoms, il est également appelé "Caudillo",,,.

### Lerroux, la race et l'homme nouveau
Comme d’autres hommes politiques, journalistes et intellectuels de son époque, Lerroux mentionne la race espagnole dans ses articles, discours et livres. "Il y a quelque chose dans l'éthique de notre race espagnole, dans notre histoire, qui nous maintient encore au sommet de la grandeur morale, et c'est Hidalguy", dit-il dans España y la guerra. En fait, il croit que la révolution peut être précipitée par une race "d'Hommes Nouveaux, jeunes, virils, intelligents, enthousiastes jusqu'au sacrifice de soi, audacieux jusqu'à la témérité".

### Les jeunes barbares
Le lerouxisme a séduit les jeunes barbares comme l’antithèse de la civilisation décadente. Par exemple, l'article « Rebelles, rebelles » de 1906 contient des déclarations montrant l'influence de Nietzsche et de son Übermensch (surhomme),, les nouvelles théories racistes et le nationalisme ethnique. Il existe un parallélisme avec les clameurs nationales-socialistes ultérieures, qui faisaient également appel à la condition des barbares, synonyme de nationalisme ethnique germanique et aryen,  et d’anticléricalisme.

### Le travail
En avril 1922, Adolf Hitler proclamait que parmi les caractéristiques raciales, la « race aryenne » considérait le travail comme la base du maintien de la communauté, tandis que la « race juive » le considérait comme un moyen d'exploitation des autres populations. À cette époque, et de plus en plus au cours des années suivantes, le national-socialisme allemand est devenu un référent idéologique très important du nationalisme conservateur espagnol,,,. Et dans ce contexte, le discours lerouxiste sur l’exploitation bourgeoise/catalane vs. les espagnols recoupent les thèses nationales-socialistes, réaffirmant les déclarations antérieures sur l'influence sémitique au sein de l'ethnie catalane et établissant un cadre idéologique.